# Louis-Étienne-François de Damas-Crux
Pour les articles homonymes, voir Damas (homonymie) et Crux (homonymie).
Louis-Étienne-François, comte de Damas-Crux, né au château de Crux le 4 octobre 1735, mort au palais des Tuileries le 3 juillet 1814, est un militaire et homme politique français.

## Biographie
Né au château de Crux dans le Nivernais, de « l’une des plus anciennes familles de la noblesse de France », fils aîné de Louis Alexandre de Damas, comte de Crux (1704-1763) et de Marie-Louise de Menou (1712-1796), fille de François-Charles, marquis de Menou (1671-1731), brigadier des armées du roi, Louis-Étienne-François, comte de Damas-Crux était menin du Dauphin (depuis Louis XVI de France).
Il fut successivement capitaine au régiment de Flamarens-infanterie[réf. à confirmer], et devint « fort jeune », colonel en second du régiment de l'Inde[réf. nécessaire] contre les Anglais, et passa ensuite colonel du régiment de Foix le 15 février 1761, de celui de Limousin au mois de décembre 1762, et de celui de Vexin[réf. à confirmer]. Brigadier d'infanterie le 5 janvier 1770, et maréchal-de-camp le 1er mars 1780, il commandait la province des Trois-Évêchés au moment de la Révolution française.
Il avait été nommé le 8 juin 1785, et reçu le 1er janvier 1784 chevalier des ordres du Roi.

### Révolution française
Comme presque toute sa famille, il émigra en 1792, et s’étant réfugié dans Maastricht il y commanda une des compagnies de gentilshommes « qui contribueront si efficacement, sous les ordres du brave d'Autichamp », à la défense de cette place assiégée dans le mois de février 1793 par les troupes de la République.
Appelé en 1794, par le choix de Monsieur le comte de Provence, « régent du royaume » (depuis Louis XVIII de France), et de Monseigneur le comte d'Artois, près la personne de S. A. R. Mgr le duc de Berry, pour guider ses premiers pas dans la carrière militaire, il fit avec ce prince les campagnes de l'armée de Condé.
Il y servit jusqu'au mariage de S. A. R. Madame avec Mgr le duc d'Angoulême en 1799, époque à laquelle le comte de Damas-Crux fut nommé chevalier d'honneur de cette princesse. Il suivit cette princesse en Russie, en Pologne et en Angleterre.

### Restauration française
Rentré en France avec les Bourbons, il fut fait grand-croix de l'ordre de Saint-Louis, premier gentilhomme de la Chambre du duc d'Angoulême, et lieutenant général (22 juin 1814).
Déjà grièvement malade, il fut nommé pair de France le 2 juillet, et mourut au palais des Tuileries le lendemain,.
Il fut inhumé au cimetière du Père-Lachaise, dans la 28e division (1re ligne, Q, 33).

### Postérité
- Il avait épousé [6]
1°, le 15 février 1768, Louise-Augustine-Thérèse, princesse de Broglie et du Saint-Empire (Paris, 16 mars 1753 - Broglie, 13 décembre 1771), morte sans enfants, fille aînée de Victor-François, duc de Broglie, prince du Saint-Empire, maréchal de France, et de Louise Augustine Salbigothon Crozat de Thiers ;
2°, en 1773 avec Eulalie-Xavière de Talaru (27 août 1751 - Paris, 1er mai 1774), fille de César Marie, marquis de Talaru (1725-1794) et de Marie Justine de Sassenage (vers 1730-1793).
3°, le 19 septembre 1775, Sophie-Joséphine-Antoinette de Ligny (morte le 23 juillet 1785), fille de Charles-Adrien, comte de Ligny (1715-1766), comte de Courtenay, mestre-de-camp de cavalerie, et d'Élisabeth-Jeanne de La Roche-Fontenilles de Rambures (morte le 23 juillet 1785). De ces deux derniers mariages sont issus[6],[2] :
  - (1°) Marie-Agathe-Louise (née le 6 février 1774) ;
  - (2°) Élisabeth-Charlotte (Paris, 5 décembre 1776 - Paris, 2 août 1827), dame pour accompagner (1815-1827) la dauphine Marie Thérèse de Bourbon, fille de Louis XVI, mariée, le 4 janvier 1802, avec Armand II Louis Charles de Gontaut (1771-1851), marquis de Biron, dont postérité ;
  - (2°) Auguste-Louis (Paris, 12 mai 1778 - Paris, 20 décembre 1779) ;
  - (2°) Émilie-Françoise (Paris, 19 septembre 1780 - Paris, 31 janvier 1784).

## Distinctions

### Titres
- Comte de Crux, puis comte de Damas-Crux[9] ;
- Baron de « Demain » (ou « Denain[10] ») et de La Collancelle[5] ;

### Décorations
| Chevalier du Saint-Esprit | Grand-croix de Saint-Louis |

- Chevalier du Saint-Esprit (nommé le 8 juin 1785, promu le 1er janvier 1784[5],[9]) ;
- Grand-croix de l'ordre royal et militaire de Saint-Louis  (1814) ;

### Hommage, honneurs, mentions,...
- Menin du Dauphin (depuis Louis XVI de France) ;
- Chevalier d'honneur de Madame (1799-1814) ;
- Premier gentilhomme de la Chambre du duc d'Angoulême (1814)

## Armoiries
D'or, à la croix ancrée de gueules,.
- Timbre : Casque couronné[11].

D'après le Père AnselmeD'or à la croix « ancrée » d'azur.